# Acta Murensia

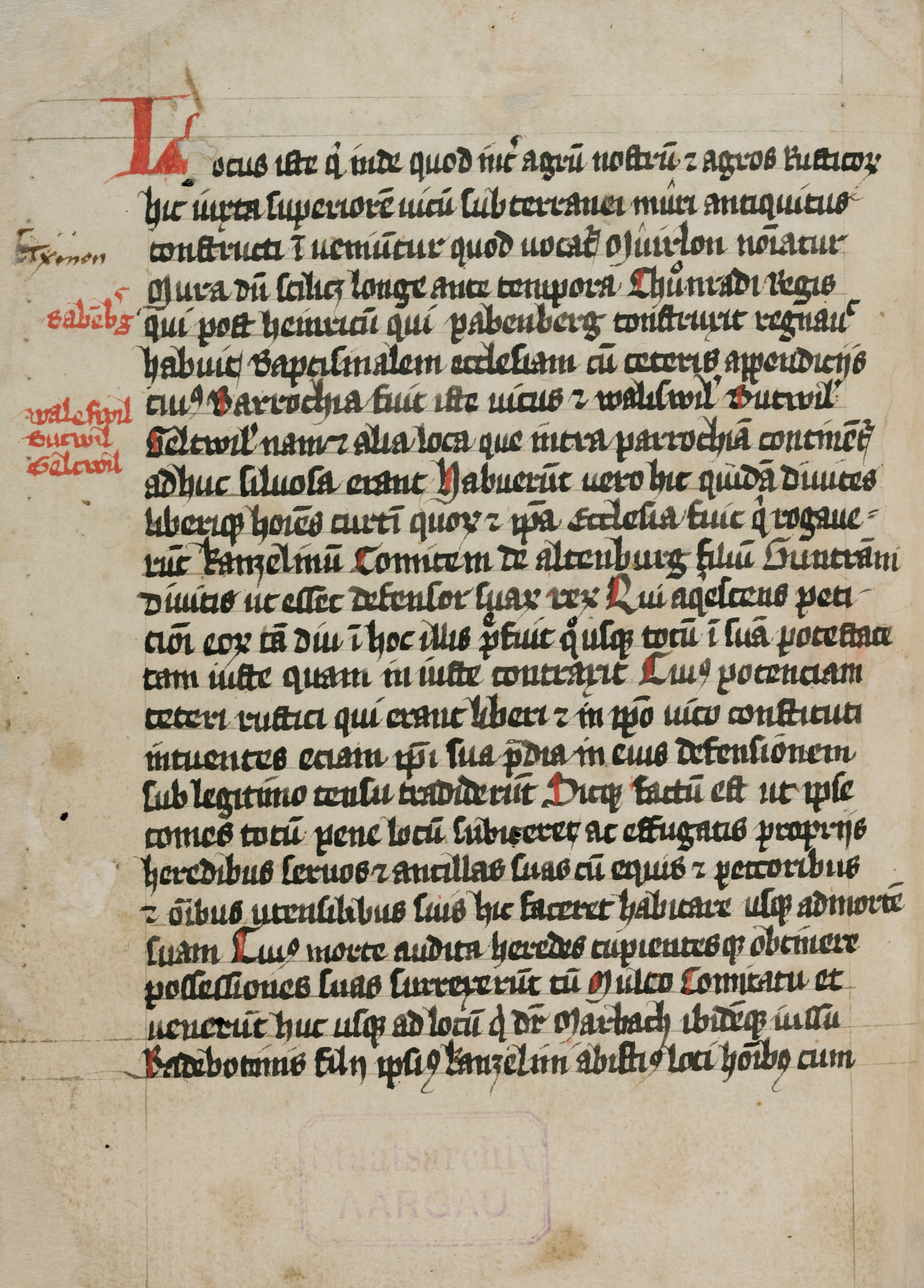
Erste Seite der Acta Murensia

Die Acta Murensia (vollständiger Name: Acta fundationis monasterii Murensis) sind eine Chartularchronik in lateinischer Sprache, die vermutlich bald nach 1140 von einem unbekannten Benediktinermönch verfasst wurde. Es handelt sich dabei um einen Bericht über die Gründung und die Entwicklung des Klosters Muri im heutigen Kanton Aargau in der Schweiz. Die Acta Murensia, die teilweise auf älteren undatierten Quellen beruhen, gelten als Hauptquelle für die Frühgeschichte der Habsburger, die das Kloster gestiftet hatten.

## Inhalt
Die Aufzeichnungen beginnen mit der Vorgeschichte und der Stiftung des um 1027 gegründeten Klosters, die mit der Weihe der Klosterkirche 1064 zum Abschluss kommt. In einem zweiten Teil folgt die Schilderung der weiteren Entwicklung des Klosters bis zum Freiheitsbrief von König Heinrich V. von 1114 mit der von den Klöstern Hirsau und Allerheiligen angestoßenen Reform. Die Erzählung reicht in einzelnen Punkten bis 1140, während wenige Abschnitte über die Zeit danach als Nachträge erkennbar sind.
An die beiden chronikalischen Teile schließt ein Inventar des Klostervermögens an, einerseits in Form von Reliquien, Kirchenschatz und Büchern, andererseits in Form von Grundbesitz und Einkünften (Grundherrschaft). Die Güterbeschreibung beginnt in der Region um das Kloster und setzt sich fort in den heutigen Kantonen Zürich, Zug (mit Fischereirechten), Schwyz, Nidwalden und Obwalden (mit Organisation und Fachsprache der Alpwirtschaft), Luzern und Aargau sowie im Breisgau (mit Weinbau) und Elsass. Zudem äußert sich der anonyme Verfasser zum Verhältnis zwischen Klosterkirche und Pfarrkirche in Muri sowie zu den inneren Verhältnissen des Klosters, das bis zur Gründung des Frauenklosters Hermetschwil als Doppelkloster organisiert war und auch Laienbrüder aufnahm. Mahnende Worte an die Mitbrüder und Kritik an gewissen Entscheidungen lassen als Verfasser einen älteren erfahrenen, innerhalb des Konvents aber isolierten Mönch vermuten.
Der vorangestellte Text über die frühen Habsburger, das Stiftergeschlecht von Muri, der später die Bezeichnung Genealogia erhielt, besteht aus einem ersten Teil mit Ita von Lothringen, der Ehefrau von Graf Radbot, als Schlüsselperson. Er entstand möglicherweise als klösterliches Gutachten über die Erbfolge, das die potenziellen Erben in den angeheirateten Geschlechtern anlässlich des 1140 drohenden Aussterbens der Habsburger in männlicher Linie auflistet. Der zweite Teil führt die genealogischen Aufzeichnungen bis in die erste Hälfte des 13. Jahrhunderts fort, beschränkt sich aber auf die Nachkommen der Habsburger in männlicher Linie. Dieser Teil entstand möglicherweise als Dokumentation im Kontext der Teilung des Stiftergeschlechts in die Linien Habsburg und Habsburg-Laufenburg.

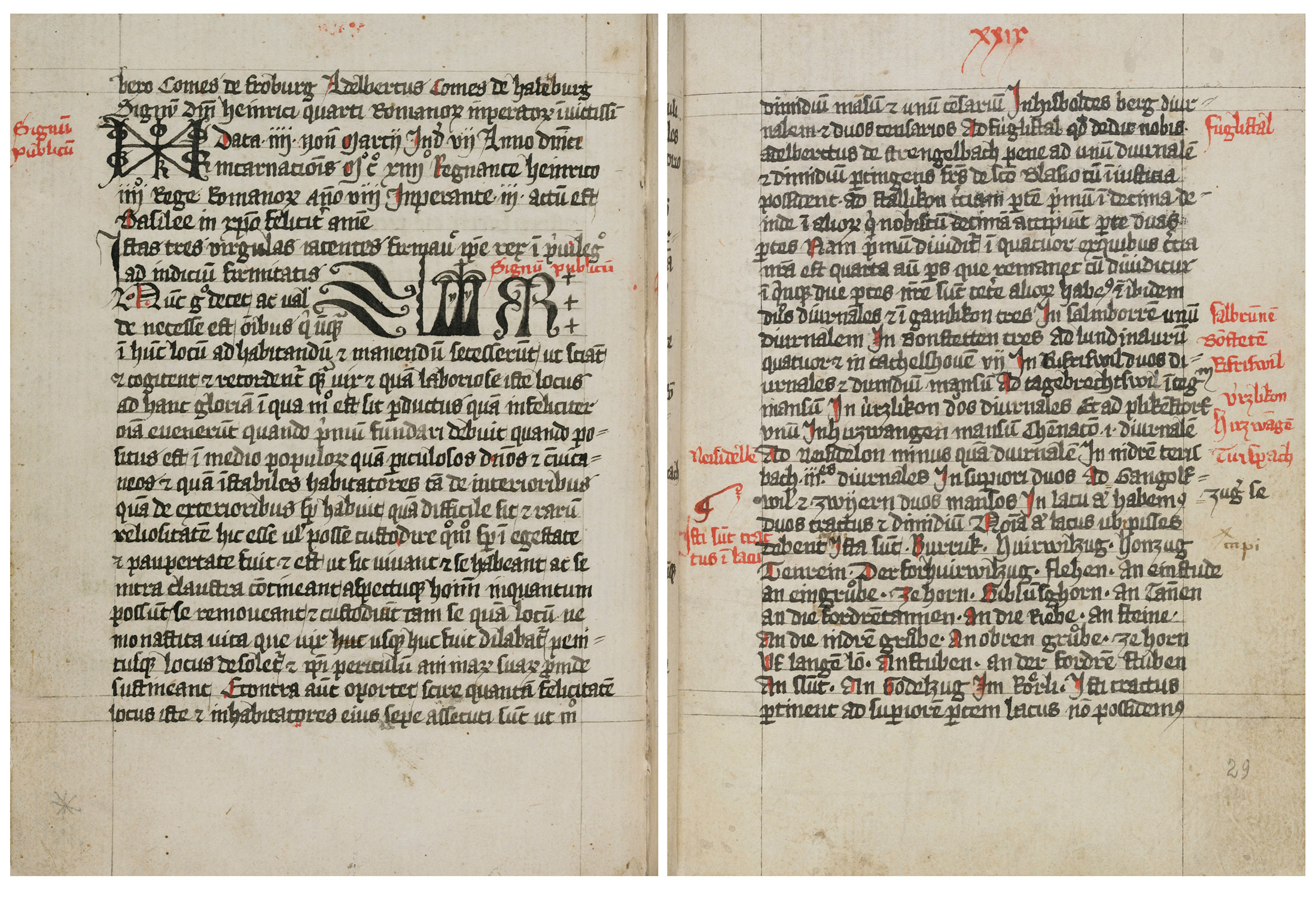
Zwei Seiten aus den Acta Murensia: Kopie des Freiheitsbriefs des Klosters Muri von 1114 (links) und Güterbeschriebe im Knonauer Amt sowie von Fischereirechten im Zugersee (rechts); Handschrift auf Papier, 20 × 14,5 cm, um 1400

## Überlieferung
Überliefert sind die Acta Murensia einzig in einer Abschrift von der Hand eines Berufsschreibers aus der Zeit um 1400. Entstanden ist diese wohl im Rahmen der klösterlichen Bemühungen nach dem Sempacherkrieg, die Beziehungen zur Stifterfamilie zu reaktivieren. 1406 erwähnte Herzog Friedrich IV. von Österreich die Acta Murensia in einer Privilegienbestätigung explizit (stiftpucher), doch beendete wenig später die eidgenössische Besetzung des Aargaus im Reichskrieg von 1415 diese Bemühungen.

## Forschungsgeschichte
Die Forschungsgeschichte zu den Acta Murensia beginnt bereits im frühen 16. Jahrhundert und war bis ins 20. Jahrhundert von zahlreichen Kontroversen begleitet. Wiederentdeckt wurde die Handschrift zunächst um 1510 auf habsburgischer Seite vom Hofhistoriografen Jakob Mennel, dann in den 1530er Jahren auf eidgenössischer Seite vom Gelehrten Aegidius Tschudi. Den ersten Druck besorgte 1618 der französische Gelehrte Nicolas-Claude Fabri de Peiresc. Im 18. Jahrhundert folgten vier weitere Ausgaben, unter anderem durch Marquard Herrgott, Benediktiner von St. Blasien, und durch Fridolin Kopp, Benediktiner von Muri. 1883 erschien die lange Zeit maßgebliche, aber von Beginn an ungenügende Quellenedition in der Reihe der Quellen zur Schweizer Geschichte von Martin Kiem, einem nichtakademischen Benediktiner von Muri. Motiviert und begleitet wurden die Editionen zunächst vom Konflikt zwischen Frankreich und Habsburg-Österreich, dann von einem Gelehrtenstreit zwischen den Klöstern St. Blasien und Muri und schließlich von Kontroversen unter Historikern der Schweiz und der Habsburgermonarchie. Im 20. Jahrhundert kam eine geplante Neuedition im Rahmen der Monumenta Germaniae Historica letztlich nicht zustande, dafür wurden die Acta Murensia vermehrt für die Wirtschafts- und Sozialgeschichte ausgewertet, namentlich von Jean-Jacques Siegrist. Über 50 Gemeinden, vornehmlich aus dem Kanton Aargau, verdanken dieser Quelle ihre frühe Ersterwähnung, weshalb sie auch für die Lokalgeschichte von Bedeutung ist. Das Staatsarchiv Aargau, das heute im Besitz der Acta Murensia ist, gab eine neue Edition und eine vollständige Übersetzung in Auftrag, die im November 2012 erschien.